# Бумбуєшть
Бумбуєшть, Бумбуєшті (рум. Bumbuești) — село у повіті Вилча в Румунії. Входить до складу комуни Бойшоара.
Село розташоване на відстані 175 км на північний захід від Бухареста, 36 км на північ від Римніку-Вилчі, 130 км на північ від Крайови, 100 км на захід від Брашова.

## Населення
За даними перепису населення 2002 року у селі проживали 389 осіб, усі — румуни. Усі жителі села рідною мовою назвали румунську.